# شظية القذيفة
شظية القذيفة، بالفرنسية L'Éclat d'obus، رواية بوليسية من تأليف موريس لوبلان، نشرت لأول مرة مجزأة على 47 جزء في صحيفة Le Journal بين 21 سبتمبر/أيلول إلى غاية 7 نوفمبر/تشرين الثاني 1915، قبل أن تنشر مجمعة في نوفمبر/تشرين الثاني 1916 ويعاد نشرها سنة 1923 أين قام لوبلان بإضافة شخصيته أرسين لوبين إلى أحداث الرواية.
يظهر أرسين لوبين لفترة وجيزة في دور طبيب رئيسي في منتصف القصة. كتبت الرواية خلال الحرب العالمية الأولى، ويمكن اعتبارها عملاً دعائياً، حيث يتم تصوير الألمان كبرابرة.

## تاريخ النشر
من المفترض أن تكون رواية شظية القذيفة قد كُتبت خلال النصف الثاني من عام 1914، ونُشرت لأول مرة في 47 حلقة يومية، من 21 سبتمبر إلى 7 نوفمبر 1915، في صحيفة Le Journal.
في هذه النسخة الأولى، لم يظهر أرسين لوبين حتى بشكل عابر. وفي الطبعة الأولى الكاملة للرواية، التي أصدرها الناشر المعتاد بيير لافيت في نوفمبر 1916، بقية مطابقة للحلقات المنشورة وأبقت على غياب الشخصية.
لم يتم إدخال شخصية أرسين لوبين في الرواية إلا في الطبعة الثانية التي أصدرها نفس الناشر عام 1923، حيث قام موريس لوبلان بإعادة صياغة الرواية لإضافة ظهور لوبين.

## الملخص
تدور أحداث الرواية خلال الحرب العالمية الأولى، أين تقرر إليزابيث وبول الزواج ويذهبان إلى قصر والدها كومت أندفيل. خلال الرحلة، يخبر بول إليزابيث بحادث مؤلم من طفولته، لما كان برفقة والده والتقيا بالقيصر الألماني معه امرأة، قامت بقتل والد بول أمام عينيه. بول الصغير لم يستطع فعل شيء، لكنه يتذكر وجه تلك المرأة جيدا، ويقسم على أن ينتقم منها. عند الوصول إلى القصر، يقدم والد إليزابيث لابنته مفتاح غرفة أمها، أرمين، التي بقيت على حالها مغلقة منذ وفاة هذه الأخيرة. يصدم بول عندما يرى صورة مغلقة في الغرفة، تقول إليزابيث أنها تعود لوالدتها المتوفاة، فهي نفس المرأة التي قتلت والده.
تشتد الحرب ويضطر بول للذهاب إلى الجبهة، وبعد فترة يرسل إنذارا لإليزابيث لإخلاء القصر لأن الألمان باتوا قريبين منه، لكنه لا يتلقى أي رد. يسرع بول إلى القصر، ليجد أن الألمان اختطفوا إليزابيث وقاموا بقتل مجموعة من الخدم وترواده شكوك في أن أرمين لا زالت حية وأن لها علاقة وطيدة بالألمان. يصاب بول خلال مواجهة الألمان ويدخل إلى المستشفى، أين يتلقى بأرسين لوبين متنكرا في زي طبيب، ويقدم له خرائط ممرات سرية يستعملها الألمان، تساعده في إنقاذ إليزابيث وقتل المرأة المسماة أرمين. يتضح أن أرمين ليست نفسها كونتيسة أندفيل، بل كونتيسة هوهينزولارن، وهي نفسها من قامت سابقا بقتل والدة إليزابيث.

## الترجمة العربية
- شظيّة القَذيفَة، ترجمة: د. باسم صابر ميخائيل، دار كلمات للنشر.

## روابط خارجية
- صفحة الرواية على موقع دار كلمات للنشر.

باللغة الفرنسية
- نص الرواية كاملة على ويكي مصدر (نسخة 1916).
- نص الرواية كاملا على ويكي مصدر (نسخة 1923).